# Stories from the City, Stories from the Sea
Albums de PJ Harvey
Is This Desire?
(1998) Uh Huh Her
(2004)
Stories from the city, stories from the sea est un album de PJ Harvey sorti en octobre 2000.
Cet album a reçu le Mercury Music Prize. Les ventes sont estimées à un million d'exemplaires.
Le magazine Rolling Stone l'a classé 8e meilleur album de rock féminin. 
En 2006, le magazine Time l'a choisi parmi les 100 meilleurs albums de tous les temps, tous genres confondus. Et en 2012, Rolling Stone Magazine classe cet album parmi les 50 plus grands albums de tous les temps catégorie "Women who rock"
Cet album est le plus gros succès commercial de PJ Harvey. En France, il fut certifié disque d'or pour plus de 100 000 exemplaires vendus, alors qu'au Royaume-Uni l'album est Disque de Platine pour plus de 300 000 exemplaires vendus.[réf. nécessaire]

## Titres
1. Big Exit - 3:51
2. Good Fortune - 3:20
3. A Place Called Home - 3:42
4. One Line - 3:14
5. Beautiful Feeling - 4:00
6. The Whores Hustle And The Hustlers Whore - 4:00
7. This Mess We're In (en duo avec Thom Yorke) - 3:57
8. You Said Something - 3:19
9. Kamikaze - 2:24
10. This Is Love - 3:48
11. Horses In My Dream - 5:37
12. We Float - 6:07

Toutes les paroles et les musiques sont de PJ Harvey.

## Sources
1. ↑  « Rock On The Net : Rolling Stone : The 50 Essential 'Woman In Rock' Albums », sur rockonthenet.com (consulté le 5 avril 2023).
2. ↑  (en) « The All-TIME 100 Albums », sur time.com via Wikiwix (consulté le 15 octobre 2023).
3. ↑  Classé parmi les 50 plus grands albums de tous les temps (Women who rock The 50 greatest albums of all time)